# Barbaracurus zambonellii
Espèce
Synonymes
- Babycurus zambonellii Borelli, 1902

Barbaracurus zambonellii est une espèce de scorpions de la famille des Buthidae.

## Distribution
Cette espèce est endémique d'Érythrée. Elle se rencontre vers Knafna.

## Description
Le tronc de la femelle holotype, longtemps prise pour un mâle, mesure 19 mm et la queue 30 mm.
Le mâle décrit par Kovařík, Lowe et Šťáhlavský en 2018 mesure 33,33 mm et la femelle 46,20 mm.

## Systématique et taxinomie
Cette espèce a été décrite sous le protonyme Babycurus zambonellii par en Borelli, 1902. Elle est placée dans le genre Barbaracurus par Kovařík, Lowe et Šťáhlavský en 2018.

## Étymologie
Cette espèce est nommée en l'honneur de Ludovico Zambonelli.

## Publication originale
- Borelli, 1902 : « Di una nuova specie di Scorpione della Colonia Eritrea. » Bollettino dei Musei di Zoologia e di Anatomia Comparata della R. Università Torino, vol. 17, no 422, p. 1-3 (texte intégral).